# Lindsay (comté de Reeves, Texas)
Pour les articles homonymes, voir Lindsay.
Lindsay est une census-designated place située dans le comté de Reeves, dans l’État du Texas, aux États-Unis. Sa population s’élevait à 271 habitants lors du recensement de 2010.